# Rotraut
Rotraut ist ein weiblicher Vorname.

## Namensträgerinnen
- Rotraut Susanne Berner (* 1948), deutsche Grafikerin und Illustratorin
- Rotraut Hinderks-Kutscher (1908–1986), deutsche Autorin und Illustratorin von Kinder- und Jugendbüchern
- Rotraut Meyer-Verheyen (* 1940), ehemalige Hamburger Politikerin der STATT Partei
- Rotraut de Neve, deutsche Schauspielerin, Theaterregisseurin und Tanztheaterinterpretin
- Rotraut Pape (1956–2019), deutsche Filmemacherin, Künstlerin und Hochschulprofessorin
- Rotraut Richter (1913–1947), deutsche Bühnen- und Filmschauspielerin
- Rotraut Rieger (* 1946), deutsche Theater- und Filmschauspielerin
- Rotraut Walden (* 1956), deutsche Architekturpsychologin
- Rotraut Wisskirchen (1936–2018), deutsche Christliche Archäologin

## Künstlername
- Rotraut (Künstlerin) (* 1938),  deutsch-französische Künstlerin, Schwester von Günther Uecker, Witwe von Yves Klein